# Fujita Kogyo Soccer Club 1981
Questa voce raccoglie le informazioni riguardanti il Fujita Kogyo Soccer Club nelle competizioni ufficiali della stagione 1981.

## Stagione
Grazie a una difesa che concesse solamente sette reti agli avversari, il Fujita Kogyo riuscì a vincere la concorrenza dello Yomiuri nella lotta per il titolo nazionale. In Coppa dell'Imperatore la squadra fu eliminata al secondo turno dai futuri vincitori del Nippon Kokan, mentre in Japan Soccer League uscì in semifinale per mano del Mitsubishi Heavy Industries.

## Rosa
| N. |                     | Ruolo | Calciatore          |
| -- | ------------------- | ----- | ------------------- |
| 1  | Giappone (bandiera) | P     | Kazuya Sasaki       |
| 2  | Giappone (bandiera) | D     | Yutaka Ikeuchi      |
| 3  | Giappone (bandiera) | D     | Tsutomu Sonobe      |
| 4  | Giappone (bandiera) | D     | Masaharu Sakami     |
| 6  | Giappone (bandiera) | C     | Mitsuru Komaeda     |
| 7  | Giappone (bandiera) | A     | Mitsuo Watanabe     |
| 8  | Giappone (bandiera) | C     | Satoshi Tezuka      |
| 9  | Giappone (bandiera) | A     | Ryu Hirose          |
| 10 | Giappone (bandiera) | D     | Mitsugu Nomura      |
| 11 | Giappone (bandiera) | A     | Yuichi Kotaki       |
| 12 | Giappone (bandiera) | P     | Kazuyoshi Hamaguchi |
| 13 | Giappone (bandiera) | A     | Eiji Ueda           |

| N. |                     | Ruolo | Calciatore            |
| -- | ------------------- | ----- | --------------------- |
| 14 | Giappone (bandiera) | C     | Shinya Arai           |
| 15 | Giappone (bandiera) | A     | Toshinori Tada        |
| 16 | Giappone (bandiera) | A     | Shikegazu Yoshiura    |
| 17 | Giappone (bandiera) | C     | Shigeharu Ueki        |
| 18 | Giappone (bandiera) | A     | Toyoji Sakamoto       |
| 19 | Giappone (bandiera) | D     | Ichiro Ota            |
| 20 | Giappone (bandiera) | C     | Motoaki Goto          |
| 22 | Giappone (bandiera) | P     | Toyokazu Fukuda       |
| 23 | Perù (bandiera)     | A     | Jorge Hirano          |
| 24 | Perù (bandiera)     | C     | Emilio Murakami       |
| 27 | Brasile (bandiera)  | A     | João Dickson Carvalho |

## Stagione

### Statistiche di squadra
| Competizione          | Punti | Totale | Totale | Totale | Totale | Totale | Totale | DR  |
| Competizione          | Punti | G      | V      | N      | P      | Gf     | Gs     | DR  |
| --------------------- | ----- | ------ | ------ | ------ | ------ | ------ | ------ | --- |
| JSL Division 1        | 27    | 18     | 11     | 5      | 2      | 24     | 7      | +17 |
| JSL Cup               | -     | 3      | 2      | 0      | 1      | 9      | 7      | +2  |
| Coppa dell'Imperatore | -     | 4      | 3      | 0      | 1      | 11     | 2      | +9  |
| Totale                | -     | 25     | 16     | 5      | 4      | 35     | 15     | +20 |

### Statistiche dei giocatori
| Giocatore | JSL1     | JSL1 |
| Giocatore | Presenze | Reti |
| --------- | -------- | ---- |
| Arai      | ?        | ?    |
| Carvalho  | 17       | 4    |
| Fukuda    | 18       | -7   |
| Goto      | ?        | ?    |
| Hamaguchi | 0        | -0   |
| Hirano    | 18       | ?    |
| Hirose    | ?        | ?    |
| Ikeuchi   | ?        | ?    |
| Komaeda   | 18       | ?    |
| Kotaki    | 6        | ?    |
| Murakami  | ?        | ?    |
| Nomura    | 18       | ?    |
| Ueki      | 14       | ?    |
| Sakami    | ?        | ?    |
| Sakamoto  | ?        | ?    |
| Sasaki    | 0        | -0   |
| Sonobe    | 17       | ?    |
| Tada      | ?        | 0    |
| Tezuka    | 15       | 5    |
| Ueda      | 16       | 5    |
| Watanabe  | 18       | 0    |
| Yoshiura  | 6        | ?    |